# Rubidiumjodide
Rubidiumjodide (RbI) is het rubidiumzout van waterstofjodide. De stof komt voor als een wit kristallijn poeder, dat goed oplosbaar is in water.

## Synthese
Rubidiumjodide kan op verscheidene manieren worden gesynthetiseerd. De eerste methode is de reactie van rubidiumhydroxide met waterstofjodide:
{\displaystyle \mathrm {RbOH\ +\ HI\ \longrightarrow \ RbI\ +\ H_{2}O} }
Een andere methode is rechtstreekse reactie tussen metallisch rubidium en waterstofjodide:
{\displaystyle \mathrm {2\ Rb\ +\ I_{2}\ \longrightarrow \ 2\ RbI} }